# Andrés Ortiz-Osés
Andrés Ortiz-Osés, född 1943 i Tardienta i Huesca, död 18 juni 2021 i Zaragoza i Aragonien, var en spansk filosof och professor i hermeneutik  vid Deustouniversitet i Bilbao, Spanien.

## Biografi
Andrés Ortiz-Osés föddes 1943 i Tardienta som är en kommun i provinsen Huesca. Inledningsvis studerade han teologi i Comillas och Rom för att sedan flytta till filosofiinstitutionen i Innsbruck där han fick sin doktorandexamen i hermeneutik. 
I Innsbruck gick han på bl.a. Gadamer och Coreths föreläsningar och blev så småningom medlem i Eranoskretsen som var inspirerad av C.G. Jung. Bland medlemmarna för denna krets fanns också Joseph Campbell, Karl Kerenyi, Mircea Eliade, Erich Neumann, Gilbert Durand och James Hillman.
Han har varit den viktigaste frontmannen för introducerandet av Jungianska teorier i den spansktalande intellektuella världen. Han professor i hermeneutik vid Deustouniversitet i Bilbao, Spanien. Han har författat över 30 böcker i sin karriär och är en av grundarna till den symboliska hermeneutiken, en filosofisk trend som gav en symbolisk prägel på nordeuropeisk hermeneutik.